# 布龙贝格-东方集中营
布龙贝格-东方集中营（德語：Konzentrationslager Bromberg-Ost）在納粹統治時代下曾設有專門關禁女性的附属营，位于瓦尔特兰帝国大区布龍貝格（今波兰比得哥什）。其上級施图特霍夫集中营位於施图托沃。